# Bustan HaGalil
Bustan HaGalil (hebreiska: בסתן הגליל) är en ort i Israel.   Den ligger i distriktet Norra distriktet, i den norra delen av landet. Bustan HaGalil ligger 7 meter över havet och antalet invånare är 450.
Terrängen runt Bustan HaGalil är platt. Havet är nära Bustan HaGalil västerut.Runt Bustan HaGalil är det ganska tätbefolkat, med 90 invånare per kvadratkilometer. Närmaste större samhälle är Haifa, 17,2 km sydväst om Bustan HaGalil. Trakten runt Bustan HaGalil består till största delen av jordbruksmark.